# Blezer

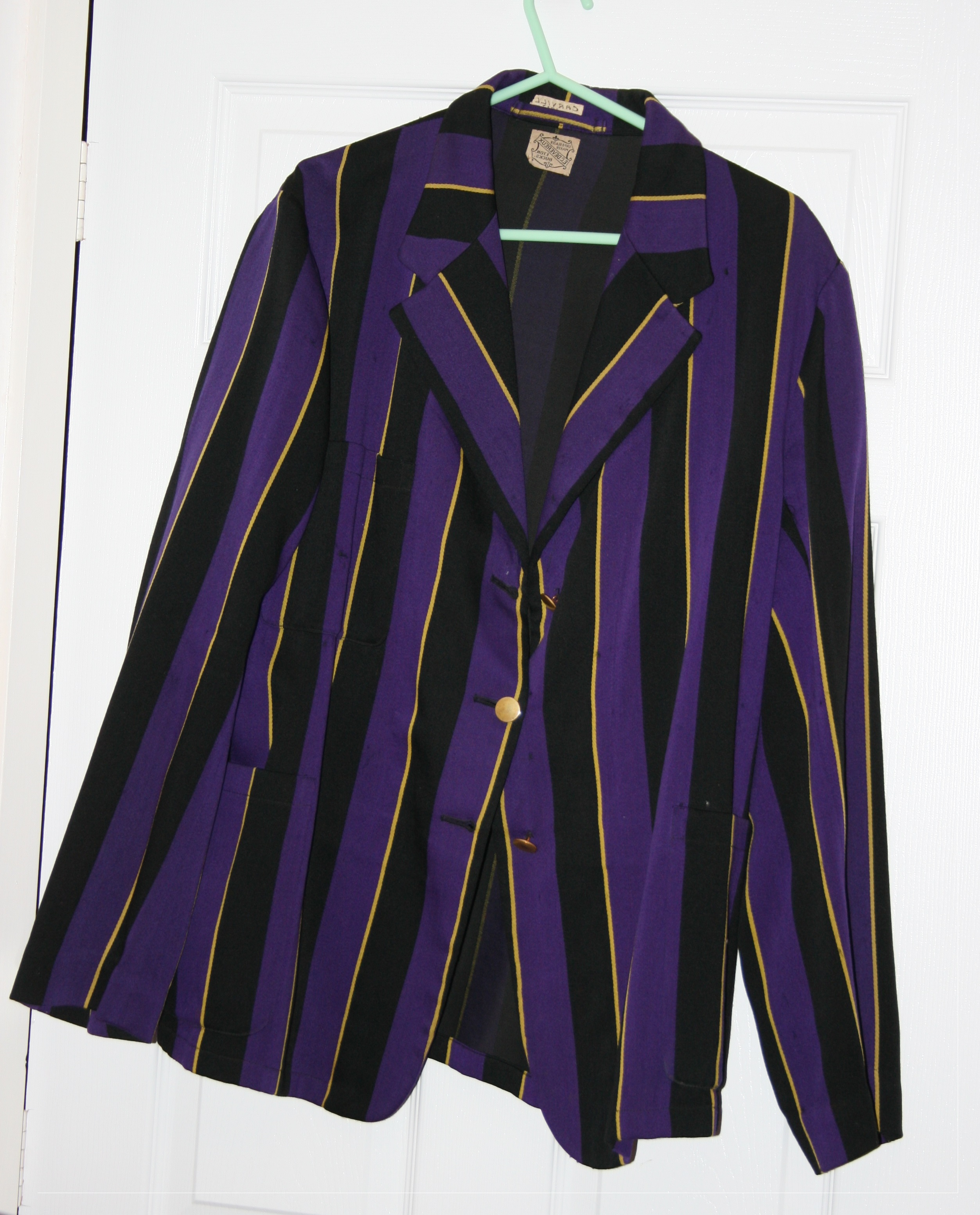
Brytyjski blezer do gry w krykieta, 1937 r.

Blezer – rodzaj rozpinanej bluzy, krótkiej kurtki lub żakietu. Blezer ma luźny, sportowy krój i jest wykonywany z miękkich tkanin. Często nie ma kołnierza. 
Określenie pochodzi od angielskiego słowa blazer, oznaczającego sportową marynarkę.